# Tre klaverstykker (Hurum)
Tre klaverstykker opus 1 is een verzameling composities van Alf Hurum. Hurum componeerde deze drie kleine werkjes voor piano nog voordat hij zijn studie in Noorwegen had afgerond en naar Berlijn vertrok. Het setje van drie stukken werd uitgegeven in 1905 door Oluf By's Musikforlag (plate 239-241), dat toen deel uitmaakte van een muziekwinkel.
De drie werkjes zijn:
1. Marche humoristique (allegretto scherzando)
2. Romance (andante cantabile)
3. Dance grotesque (allegro scherzando, ma non troppo

Martin Knutzen aan wie de werkjes zijn opgedragen, was de pianodocent van de componist. 
Voordat opus nummer 2, Vioolsonate nr. 1, verscheen, gaf Warmuth Musikforlag in 1908 nog drie werkjes uit van Hurum: Rococco, To klaverstykker en Tre klavertykker. Zij kregen geen opusnummer.